# ツンツクツン万博

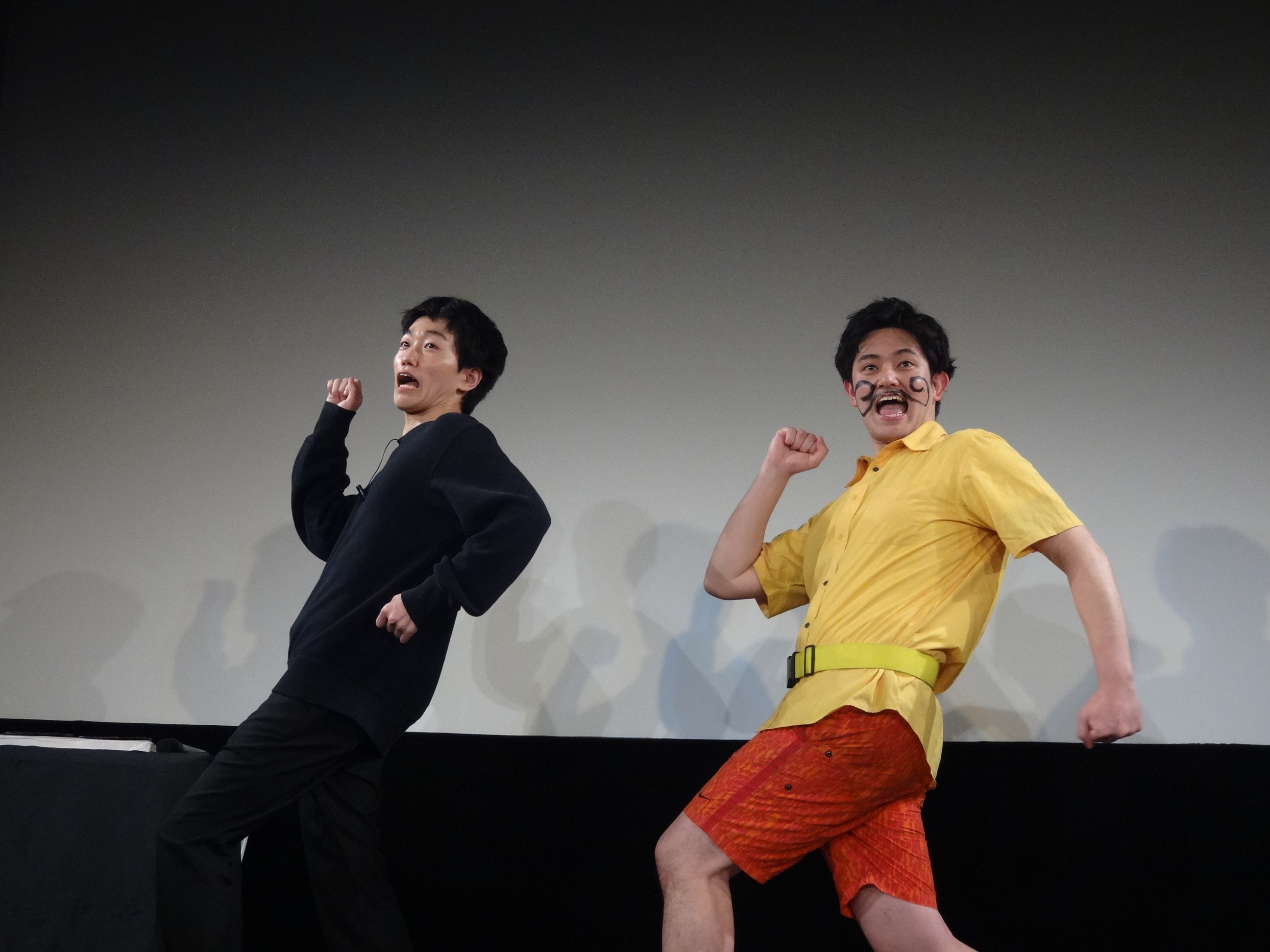
第二回単独ライブ「ズンズクズン」でのツンツクツン万博

ツンツクツン万博（ツンツクツンばんぱく）は、グレープカンパニーに所属する日本のお笑いコンビ。

## メンバー
内藤 孔佑（ないとう こうすけ、1996年7月27日 - ）（29歳）
福岡県小郡市出身、早稲田大学文学部卒業。
身長170 cm、足のサイズ26.5 cm。
趣味はPCゲームを漁ること。
特技はイラスト、万物に嘘の雑学が言えること。
普通自動車の免許を所持している。
学生時代はバレー部に所属していた（ほぼ帰宅部）。早稲田大学お笑い工房LUDOに所属していたが「部費を支払いたくない」という理由で辞め、在籍中は5回ほどしか舞台に立っていない。
東京メトロの測量（夜勤）、便利屋、本屋、選挙開票速報の集計といったアルバイト経験がある。
2022年10月8日に放送されたお笑い特別番組『お笑いの日』（TBSテレビ）のランジャタイ×津田篤宏（ダイアン）のコラボネタではハンドソープ君を演じた。

タフガイ（1995年7月3日 - ）（30歳）
東京都葛飾区出身、早稲田大学商学部卒業。
身長180 cm、血液型O型、足のサイズ28 cm。
趣味は森山直太朗の歌や自然の音を聞いてリラックスすること、お酒を飲むこと、料理。
特技はリズム一発ギャグ、二重から一瞬で一重にできること、手汗がすごいこと。
大学卒業後に芸人になるまで不動産会社で3年ほど働いたことがあり、宅地建物取引士、普通自動車の免許を所持している。
学生時代はラグビー部に所属していた。早稲田大学時代は英語会WESSに所属していた。
スポーツクラブでのインストラクターのアルバイト経験がある。
2023年8月1日より、現在の芸名に改名。名付け親は永野。それまでは「ガイ」という芸名で活動していた。

## 略歴・芸風
2021年結成。当初はケイダッシュステージのオーディションライブに出演していたが、同年11月よりグレープカンパニーの所属となる。
結成して最初のコンビ名は「ヘポゴン」だったが、最初にオーディションに合格して出演したライブのシークレットゲストでぺこぱが出演するのを知って「コンビ名が何となくぺこぱに似ている」という考えになってコンビ名を変えてみようということになり、タフガイが「ツンツクツン」、内藤が「万博」と名前を出しあって、この2つを合わせた名前に決まった。なお第2候補には「株式会社ドーベルマン」というコンビ名があったという。
2023年、グレープカンパニーの事務所内賞レースである「ザ・葡萄王」で優勝。また、同年開催の「ツギクル芸人グランプリ2023」では決勝進出を果たしファイナルステージ3位の好成績を残した。芸歴5年目以内の若手芸人を対象とした賞レース「UNDER5 AWARD2024」でも第3位。
主にコントを演じ、「ピッツァマン」「天国への階段」「インコ」などのネタがあり、音響を使用したコントが多い。ネタの中でも「ピッツァマン」は耳に残る特徴的なリズムから芸人間でもブームになっている。同コント中の音楽はSAMURAI APARTMENTが制作したオリジナルであり、インストバージョン「pizzaman」が2023年7月24日に配信リリースされている。2025年3月には理研ビタミン「ふりかけるザクザクわかめ」とコラボしたWebムービーが公開された。

## 賞レースなどでの戦績
- 2022年 M-1グランプリ 1回戦敗退[1]
- 2023年 第2回ザ・葡萄王～笑いを収穫せよ～グレープカンパニーNo.1決定戦 優勝[7]
- 2023年 UNDER5 AWARD 準決勝進出[13]
- 2023年 ツギクル芸人グランプリ 決勝ファイナルステージ3位[14]
- 2023年 キングオブコント 準々決勝進出[15]
- 2023年 M-1グランプリ 1回戦敗退[1]
- 2024年 UNDER5 AWARD 第3位[16][17]
- 2024年 ツギクル芸人グランプリ 決勝進出　[18]
- 2024年 キングオブコント準々決勝進出
- 2025年 ツギクル芸人グランプリ　決勝進出
- 2025年 UNDER5 AWARD 準決勝進出

## 出演

### テレビ
- ネタポン（2022年3月30日、テレ朝チャンネル）[19]
- 深夜のハチミツ（2023年6月・9月、フジテレビ）
- 賞金奪い合いネタバトル ソウドリ〜SOUDORI〜（2023年6月27日、TBSテレビ）
- ネタパレ（2023年7月7日・14日・21日・28日、フジテレビ）
- ツギクル芸人グランプリ2023（2023年7月8日、フジテレビ）
- ラヴィット!（2023年8月11日、TBSテレビ）
- ぽかぽか（2023年8月22日、フジテレビ）
- 芸能人ハローワーク 〜ウチの後輩、大丈夫ですか?〜（2023年9月8日、テレビ朝日）[20]
- おもしろ荘へいらっしゃい（2024年1月1日、日本テレビ）
- 日本で一番早いお笑いバトル!フットンダ王決定戦2024 - ネタ見せフェスコーナー（2024年1月1日、中京テレビ）

### ラジオ
- ツンツクツン万博のお耳をツンツクツン!（2023年3月19日、ニッポン放送）[21]
- マイナビ Laughter Night（2023年8月11日、TBSラジオ）[22]
- ツンツクツン万博のオールナイトニッポンX（2024年1月4日、ニッポン放送）[23]
- 『GERA NEXT』（2024年5月15日から4週連続）[24]
- ふわっち presents らじおっつ（不定期出演）